# 广西豆蔻
广西豆蔻（学名：Amomum kwangsiense）为姜科豆蔻属下的一个种。种加名 kwangsiense 意为“广西的”。